# VRK2
VRK2 (англ. Vaccinia related kinase 2) – білок, який кодується однойменним геном, розташованим у людей на короткому плечі 2-ї хромосоми. Довжина поліпептидного ланцюга білка становить 508 амінокислот, а молекулярна маса — 58 141.
| 10         |  | 20         |  | 30         |  | 40         |  | 50         |
| ---------- |  | ---------- |  | ---------- |  | ---------- |  | ---------- |
| MPPKRNEKYK |  | LPIPFPEGKV |  | LDDMEGNQWV |  | LGKKIGSGGF |  | GLIYLAFPTN |
| KPEKDARHVV |  | KVEYQENGPL |  | FSELKFYQRV |  | AKKDCIKKWI |  | ERKQLDYLGI |
| PLFYGSGLTE |  | FKGRSYRFMV |  | MERLGIDLQK |  | ISGQNGTFKK |  | STVLQLGIRM |
| LDVLEYIHEN |  | EYVHGDIKAA |  | NLLLGYKNPD |  | QVYLADYGLS |  | YRYCPNGNHK |
| QYQENPRKGH |  | NGTIEFTSLD |  | AHKGVALSRR |  | SDVEILGYCM |  | LRWLCGKLPW |
| EQNLKDPVAV |  | QTAKTNLLDE |  | LPQSVLKWAP |  | SGSSCCEIAQ |  | FLVCAHSLAY |
| DEKPNYQALK |  | KILNPHGIPL |  | GPLDFSTKGQ |  | SINVHTPNSQ |  | KVDSQKAATK |
| QVNKAHNRLI |  | EKKVHSERSA |  | ESCATWKVQK |  | EEKLIGLMNN |  | EAAQESTRRR |
| QKYQESQEPL |  | NEVNSFPQKI |  | SYTQFPNSFY |  | EPHQDFTSPD |  | IFKKSRSPSW |
| YKYTSTVSTG |  | ITDLESSTGL |  | WPTISQFTLS |  | EETNADVYYY |  | RIIIPVLLML |
| VFLALFFL   |  |            |  |            |  |            |  |            |

A: Аланін

C: Цистеїн

D: Аспарагінова кислота

E: Глутамінова кислота

F: Фенілаланін

G: Гліцин

H: Гістидин

I: Ізолейцин

K: Лізин

L: Лейцин

M: Метіонін

N: Аспарагін

P: Пролін

Q: Глутамін

R: Аргінін

S: Серин

T: Треонін

V: Валін

W: Триптофан

Кодований геном білок за функціями належить до трансфераз, кіназ, серин/треонінових протеїнкіназ, фосфопротеїнів. 
Задіяний у таких біологічних процесах як взаємодія хазяїн-вірус, поліморфізм, альтернативний сплайсинг. 
Білок має сайт для зв'язування з АТФ, нуклеотидами. 
Локалізований у цитоплазмі, ядрі, мембрані, мітохондрії, ендоплазматичному ретикулумі.